# Laurenzo Lapage
Lorenzo o Laurenzo Lapage (Opbrakel, Brakel, 14 d'abril de 1966) va ser un ciclista belga, que fou professional entre 1989 i 2002. Va competir principalment en la modalitat de la pista.
Un cop retirat ha dirigit diferents equips com el US Postal, l'Astana Team o l'Orica-GreenEDGE.

## Palmarès en carretera
- 1988
  - 1r a la Brussel·les-Opwijk
  - 1r al GP Victor Bodson

## Palmarès en pista
- 1988
- Campió de Bèlgica en Persecució per equips

### Resultats a laCopa del Món
- 1995
  - 1r a Atenes, en Madison